# Adapteo
Adapteo Oyj är ett finländskt företag som bygger, säljer och hyr ut temporära byggnader i Danmark, Finland, Nederländerna, Norge, Sverige och Tyskland. Det har sitt säte i Vanda.
Adapteos aktier var från den 1 juli 2019 noterade på Stockholmsbörsens huvudlista. Det avnoterades från Stockholmsbörsen i september 2021.